# Niger-Congo-sprog
Niger-Congo-sprog også kendt som De niger-kordofanske sprog er Afrikas største sprogæt. Den blev opstillet af Joseph Greenberg i 1963.
Den omfatter flere grene (ikke en komplet liste):
- kordofansk, i Sudan
- mande, deriblandt bambara i Mali
- atlantisk, deriblandt wolof i Senegal og Fulani i Sahel
- dogon
- volta-congo
  - gur, deriblandt more i Burkina Fasso
  - kwa, deriblandt baoulé i Elfenbenskysten
  - benue-congo, deriblant bantusprogene, edo, og muligvis Yoruba og Igbo fra Nigeria (som man har også tænkt var kwa-sprog).